# Zdeněk Hrdina (fotbalista)
Zdeněk Hrdina (* 13. června 1975) je bývalý český fotbalista, záložník.

## Fotbalová kariéra
V české lize hrál za SK Dynamo České Budějovice. Nastoupil ve 12 ligových utkáních. Na regionální úrovni hrál za týmy FK Olympie Týn nad Vltavou a TJ Slavoj Temelín.

## Ligová bilance
| Ročník                          | Zápasy | Góly | Klub                       |
| ------------------------------- | ------ | ---- | -------------------------- |
| 1. česká fotbalová liga 1995/96 | 12     | 0    | SK Dynamo České Budějovice |
| CELKEM 1. česká liga            | 12     | 0    |                            |